# Universell grammatik
Universell grammatik (UG) är en lingvistikteori, som ansluter sig till den språkvetenskapliga inriktningen generativ grammatik, som försöker förstå människans medfödda inre grammatik. Den universella grammatiken har sin grund i Noam Chomskys arbeten från 1950- och 60-talet, men krediteras även Richard Montague och Otto Jespersens grammatik. Den föreslår att möjligheten att lära sig grammatik är fastprogrammerad i hjärnan.
Teorin föreslår att språkförmågan yttrar sig utan undervisning och att det är egenskaper som alla naturliga mänskliga språk delar. Det är en fråga om observation och experiment för att bestämma exakt vilka förmågor som är medfödda och vilka egenskaper som delas av alla språk.

## Kritik
Långvariga fältstudier av språket pirahã har uppdagat ett motexempel till de grundläggande principerna i universell grammatik. Denna forskning har främst letts av Daniel Everett, en före detta kristen missionär, som under många års vistelse hos pirahã-folket såväl lärde sig språket grundligt som helt tappade sin tidigare trosövertygelse. Han disputerade på dessa arbeten och påvisade bland annat att detta språk saknar alla belägg för rekursion, inklusive bisatser samt räkneord och uttryck för färger. Trots stödjande frekvensanalyser på MIT hävdar vissa andra lingvister dock fortfarande att vissa av dessa egenskaper är felanalyserade. Dessas invändningar får skrivas på Chomskys starka position och det paradigmskifte som förestår, om Everett har rätt.